# Gyula Pálóczi
Dans le nom hongrois Pálóczi Gyula, le nom de famille précède le prénom, mais cet article utilise l’ordre habituel en français Gyula Pálóczi, où le prénom précède le nom.
Gyula Pálóczi (né le 13 septembre 1962 et décédé le 29 janvier 2009) est un athlète hongrois spécialiste du saut en longueur et du triple saut, ayant aussi pratiqué le saut en hauteur à un bon niveau. L'Association européenne d'athlétisme (EAA) l'a consacré de façon posthume le « meilleur sauteur que la Hongrie ait jamais connu ».

## Biographie

### Palmarès
| Date | Compétition                    | Lieu        | Résultat | Épreuve  | Performance |
| ---- | ------------------------------ | ----------- | -------- | -------- | ----------- |
| 1983 | Championnats d'Europe en salle | Budapest    | 2e       | Longueur | 7,90 m      |
| 1985 | Jeux mondiaux en salle         | Paris-Bercy | 2e       | Longueur | 7,94 m      |
| 1985 | Championnats d'Europe en salle | Athènes     | 1re      | Longueur | 8,15 m      |

### Records
| Épreuve          | Performance | Lieu     | Date        |
| ---------------- | ----------- | -------- | ----------- |
| Saut en hauteur  | 2,11 m      |          |             |
| Saut en longueur | 8,25 m      | Budapest | 4 août 1995 |
| Triple saut      | 16,87 m     |          | 1993        |